# Sacramenia
Sacramenia település Spanyolországban, Segovia tartományban. Sacramenia Cuevas de Provanco, Haza, Valtiendas, Fuentidueña, Laguna de Contreras, Rábano és Olmos de Peñafiel községekkel határos. Lakosainak száma 330 fő (2024).

## Népesség
A település népessége az elmúlt években az alábbi módon változott:
| Lakosok száma | 542  | 540  | 500  | 510  | 471  | 429  | 383  | 365  | 358  | 330  |
|               | 2001 | 2004 | 2007 | 2009 | 2012 | 2014 | 2017 | 2019 | 2022 | 2024 |